# Drie concertaria's
Drie concertaria's (Russisch: Три концертные арии,  Tri kontsertnye arii) is een compositie van Aram Chatsjatoerjan. 

## Geschiedenis
De componist toonzette drie gedichten die refereerden aan zijn Armeense afkomst. Volgens het boekwerkje bij de uitgave van ASV Records was het wel degelijk de bedoeling dat de drie liederen steeds gezamenlijk werden uitgevoerd, maar dat niet iedere uitvoerende zich daaraan hield. Chatsjatoerjans uitgeverij Sikorski meldde dat ook de eerste uitvoering lang op zich liet wachten; de componist legde dat vast in een brief van 6 mei 1966 naar collega Edward Mirzoyan, waarin wordt vermeld dat het werk twintig jaar op de plank was blijven liggen. Diezelfde uitgeverij gaf aan dat het totale pakket pas op 17 mei 2015 haar première kreeg: Julia Bauer zong het onder begeleiding van de Robert-Schumann-Philharmonie onder leiding van Frank Beermann in Chemnitz, uitgegeven via Cpo records (opnamen juni/juli 2016). Bovengenoemden zijn dan ook de enige twee opnamen die in 2022 beschikbaar zijn.
De relatieve onbekendheid van dit werk is waarschijnlijk terug te voeren op de Zjdanovdoctrine, via die doctrine werden werken van Chatsjatoerjan destijds via de als te modern gezien. Gevolg was dat zijn muziek in die periode nauwelijks uitgevoerd werd. Iets wat ook zijn volgend werk Symfonie-Gedicht overkwam.
Het kent drie delen:
- (Titelloos) gedicht uit de volksoverlevering; uitgevoerd in tempo Andante molto expressivo
- Legende op tekst van Ovanes Toemanjan; uitgevoerd in tempo Adagio non troppo e sostenuto
- Dithyramb op tekst van Mkrtich Pesjiktashljan; uitgevoerd in tempo Allegro animato.

Chatsjatoerjan schreef het voor hoge zangstem (sopraan) en symfonieorkest:
- 2 dwarsfluiten, 2 hobo's, 2 klarinetten, 2 fagotten
- 2 hoorns, 2 trompetten, 3 trombones, 1 tuba
- pauken, percussie,  harp, piano
- violen, altviolen, celli, contrabassen